# Hogna frondicola
Hogna frondicola este o specie de păianjeni din genul Hogna, familia Lycosidae. A fost descrisă pentru prima dată de Emerton, 1885. Conform Catalogue of Life specia Hogna frondicola nu are subspecii cunoscute.